# Лишева, Ольга Викторовна
Ольга Викторовна Лишева (Лишева-Булаковская; 1889—1947) — советский скульптор. В 1910-х годах занималась революционной деятельностью, за что была приговорена к тюремному заключению. Жена скульптора С. Ф. Булаковского.

## Биография
Ольга Лишева родилась в 1889 году на Казанских пороховых заводах в семье полковника артиллерии Виктора Александровича Лишева. Посещала Высшие женские курсы (не окончила).
С 1907 году работала в Киеве в военной организации социалистов-революционеров под кличкой «Надя». Занималась распространением литературы в Киеве, затем в Шостке Киевской губернии. В том же году вернулась в Киев и занялась технической и агитационной работой во внепартийном военно-революционном союзе под кличкой «Олег».
В октябре 1907 года была арестована и помещена в Лукьяновскую тюрьму. В апреле 1908 года была приговорена Киевским военно-окружным судом к 2 годам и 8 месяцам каторги с отбыванием в Лукьяновской тюрьме. Позднее находилась в ссылке на поселении в городе Улан-Удэ Иркутской губернии, откуда в 1911 году бежала за границу.
До 1917 года училась в Париже в Русской академии живописи и скульптуры. Вышла замуж за скульптора С. Ф. Булаковского, руководившего скульптурным отделением академии. После Февральской революции вместе с Булаковским вернулась в Москву. В начале 1920-х годов занималась книжной иллюстрацией, рисовала политические карикатуры. Работала в Сухуме, в абхазских «Окнах РОСТа». Преподавала живопись (среди её учеников — писатель Г. Д. Гулиа). О. В. Лишева утверждала: «Если у тебя на палитре семь цветов, то старайся, чтобы и на холсте было тоже семь, потому что окружающий тебя мир — это кипение красок. В противном случае, рисуй углём или карандашом». Позднее она посвятила себя скульпторе, несмотря на отсутствие профессионального скульптурного образования. Состояла в Обществе бывших политкаторжан и ссыльнопоселенцев.
Среди её монументальных и монументально-декоративных работ: проекты памятника погибшим в Орловском каторжном централе (1932), рельеф для здания Международной рабочей помощи на Триумфальной площади в Москве (по эскизу В. И. Мухиной, 1934, выполнен совместно с С. Ф. Булаковским в 1935—1936 годах, не установлен), эскиз рельефа для фасада Центрального дома каторги и ссылки в Москве (варианты 1934 и 1935 годов, ныне Государственный театр киноактера, не установлен), рельеф «Сбор мандаринов» на фасаде санатория «Барвиха» (1937), фриз на фасаде павильона Московской, Рязанской и Тульской областей на ВСХВ в Москве (1939, совместно с А. М. Лавинским). После смерти мужа С. Ф. Булаковского в 1937 году выполнила его надгробие на Новодевичьем кладбище, где он изображён работающим над «Головой девушки». Среди станковых работ О. В. Лишевой: скульптура «Партизан» (1935), мужской портрет (гипс, 1941, РОСИЗО).
Умерла в 1947 году. Похоронена рядом с мужем на Новодевичьем кладбище (участок 2).
- Эскизы барельефов для фасада Центрального дома каторги и ссылки (1935)
- Левая плоскость
- Фасадная плоскость
- Разрушение тюрем и освобождение рабочих